# Henryk Rutkowski
Henryk Rutkowski (ur. 7 stycznia 1903 w Warszawie, zm. 21 sierpnia 1925 tamże) – polski działacz komunistyczny, stracony za zabójstwa.

## Życiorys

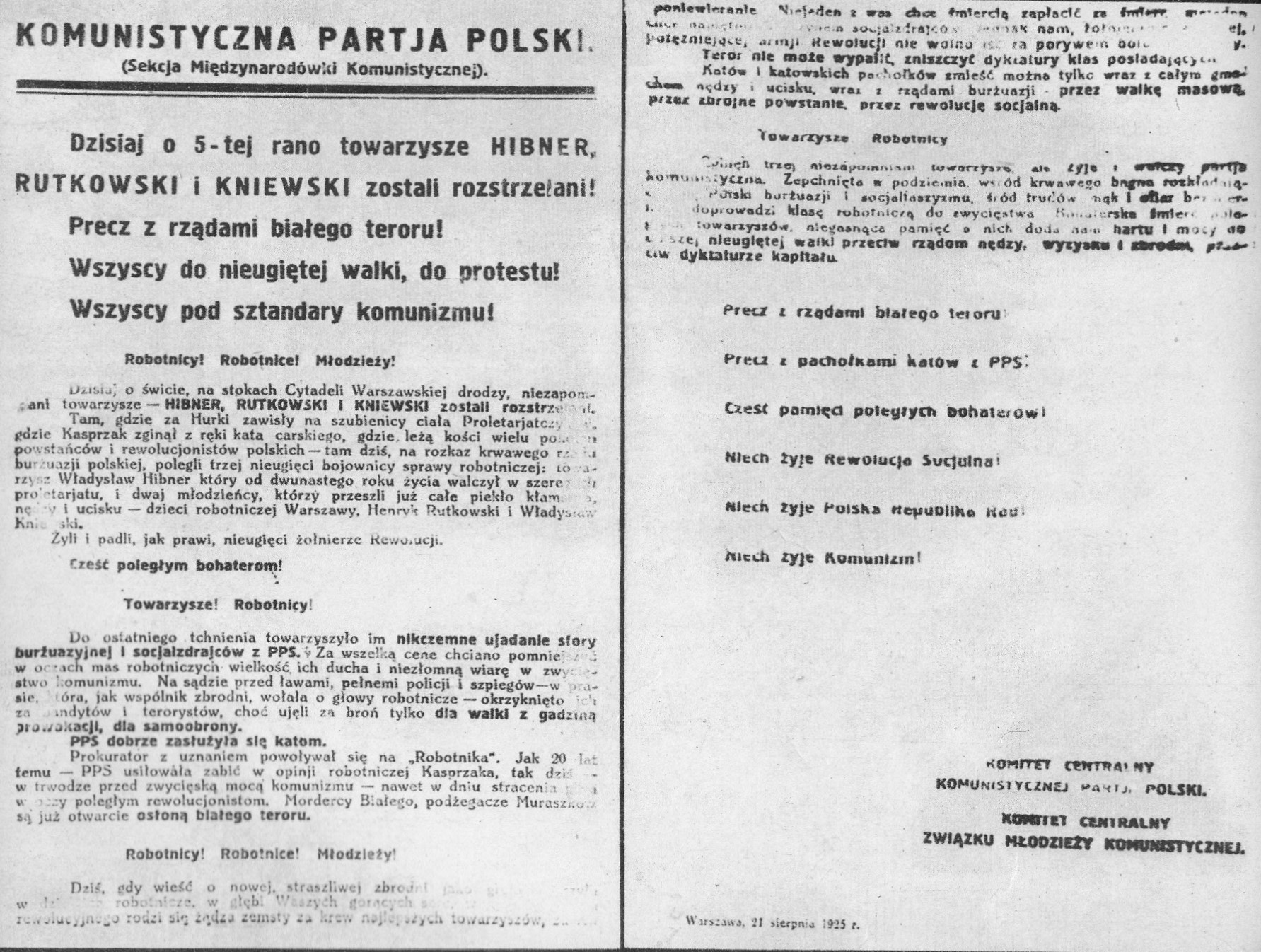
Odezwa Komunistycznej Partii Polski wydawana w dniu egzekucji (21 sierpnia 1925) Władysława Hibnera, Władysława Kniewskiego i Henryka Rutkowskiego

W 1919 był uczestnikiem walk w obronie Lwowa. W 1920 został odznaczony Krzyżem Walecznych. Po zakończeniu działań wojennych pracował jako robotnik. W 1922 wstąpił do Związku Młodzieży Komunistycznej w Polsce, młodzieżowej przybudówki Komunistycznej Partii Robotniczej Polski (od 1925 – Komunistycznej Partii Polski). Za kolportaż wydawnictw komunistycznych został aresztowany i skazany na dwa lata domu poprawczego w Łomży, wyszedł na wolność w 1925.
W lipcu 1925 razem z Władysławem Hibnerem i Władysławem Kniewskim zgłosił się na ochotnika do zabójstwa Józefa Cechnowskiego, który został zidentyfikowany jako agent policji w ruchu komunistycznym. 17 lipca 1925 zamachowcy oczekiwali na spotkanie z Cechnowskim na ul. Zgoda w Warszawie, podczas którego mieli go zastrzelić. Podczas próby wylegitymowania przez dwóch wywiadowców policyjnych, Hibner, Kniewski i Rutkowski zaczęli strzelać, ciężko raniąc policjanta Kazimierza Lesińskiego. Podczas ucieczki, gonieni przez policjantów i przechodniów, Hibner z Rutkowskim ostrzeliwali się, raniąc kilka osób. Na ul. Chmielnej ranili śmiertelnie studenta Aleksandra Kempnera. Na ul. Złotej zdołali uprowadzić dorożkę, którą jednak wkrótce porzucili na rogu ul. Twardej. Podczas dalszej ucieczki, Hibner i Rutkowski postrzelili śmiertelnie policjanta starszego posterunkowego Feliksa Witmana oraz postrzelili matkę z dzieckiem. Obaj zamachowcy ukryli się następnie w składzie węgla przy ul. Żelaznej 21, gdzie podczas ataku policji, ranili kilku dalszych policjantów. Ostatecznie, będąc rannymi, zostali ujęci przez policję.
Za popełnione czyny Rutkowski wraz z pozostałymi dwoma zamachowcami został skazany na karę śmierci. Prezydent RP Stanisław Wojciechowski nie skorzystał z prawa łaski. Wszyscy trzej zostali rozstrzelani 21 sierpnia 1925 o godz. 4:00 w Cytadeli Warszawskiej przez pluton egzekucyjny wystawiony ze składu 30 Pułku Strzelców Kaniowskich, w obecności lekarza inspekcyjnego garnizonu, kapitana lekarza doktora Józefa Henryka Sommera.

## Upamiętnienie

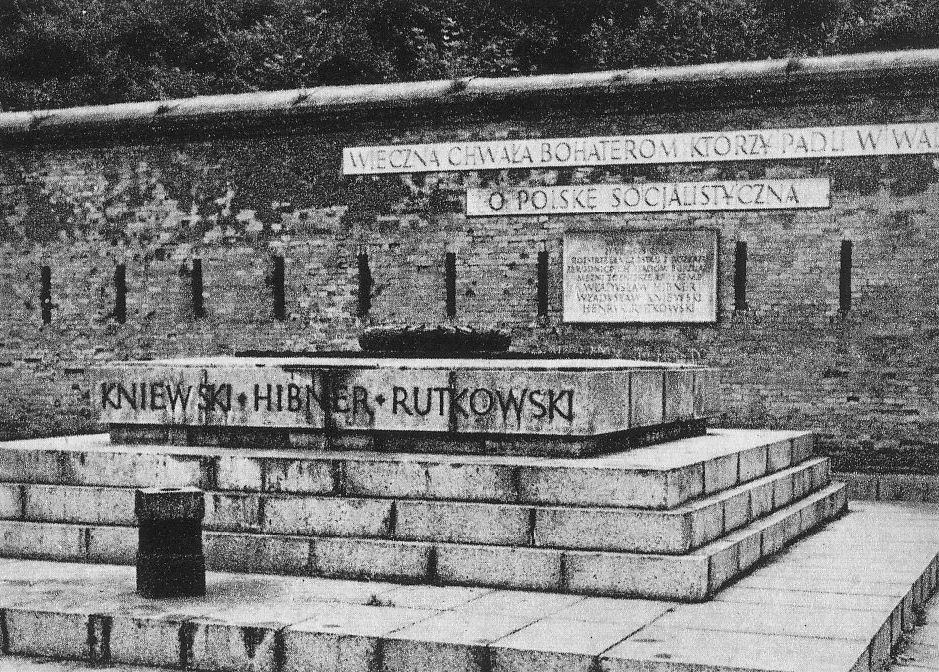
Nieistniejący obecnie pomnik-mauzoleum Władysława Hibnera, Władysława Kniewskiego i Henryka Rutkowskiego przy murze Cytadeli Warszawskiej

W czasach PRL Hibner, Kniewski i Rutkowski byli uznani za bohaterów ruchu robotniczego, m.in. nazywano ich imionami ulice (ulicą Rutkowskiego nazwano ulicę Chmielną, na której zastrzelili Kempnera), a imieniem „Henryk Rutkowski” nazwano jacht, późniejszy „STS Kapitan Głowacki”. W oficjalnej propagandzie i wydawnictwach encyklopedycznych byli przedstawiani jako straceni za próbę zamachu na prowokatora.
W 1950, w 25. rocznicę śmierci, w miejscu egzekucji przy murze warszawskiej Cytadeli urządzono park im. Kniewskiego, Hibnera i Rutkowskiego i odsłonięto pomnik-mauzoleum.